# メニル＝ユベール＝アン＝エクム
メニル＝ユベール＝アン＝エクム（仏: Ménil-Hubert-en-Exmes）は、フランスのノルマンディー地域圏、オルヌ県に属するコミューン。

## 地理
県都アランソンから北へ45kmほどいった、県北部の農村地帯に位置する散居村。トゥック川の左岸にあり、若干の起伏がある。北でラ・フリネ＝ファイエルと、北東でマルティーと、南東でレサンリューと、南でアヴェルヌ＝ス＝エクムと、西でサン＝ピエール＝ラ＝リヴィエールとそれぞれ接する。

## 行政
近年の歴代首長
| 就任年    | 退任年    | 氏名                     | 所属   | 備考 |
| --------- | --------- | ------------------------ | ------ | ---- |
|           | 2001年3月 | ロベール・デュヴァル     |        |      |
| 2001年3月 | 2008年3月 | ルネ・ノビュ             | 無所属 | 農夫 |
| 2008年3月 | 現職      | エミール・ランプリエール | 無所属 | 農夫 |

議会は、首長も含めて11人で構成される。

## 人口の推移[1]
| 1962年 | 1968年 | 1975年 | 1982年 | 1990年 | 1999年 | 2007年 |
| ------ | ------ | ------ | ------ | ------ | ------ | ------ |
| 202    | 208    | 145    | 144    | 130    | 110    | 114    |